# ADAC TCR Germany Touring Car Championship 2022
La stagione 2022 dell'ADAC TCR Germany Touring Car Championship è stata la settima edizione del campionato organizzato dalla ADAC. È iniziata il 22 aprile a Oschersleben ed è terminata il 23 ottobre all'Hockenheimring. 

## Piloti e scuderie
| Scuderia                         | Vettura                    | #  | Pilota              | Gare   |
| -------------------------------- | -------------------------- | -- | ------------------- | ------ |
| ROJA Motorsport by ASL Lichtblau | Hyundai i30 N TCR          | 8  | René Kircher        | 1-7    |
| ROJA Motorsport by ASL Lichtblau | Hyundai i30 N TCR          | 44 | Tim Rölleke         | 6-7    |
| ROJA Motorsport by ASL Lichtblau | Hyundai Veloster N TCR     | 18 | Kai Jordan          | 6      |
| ROJA Motorsport by ASL Lichtblau | Hyundai Veloster N TCR     | 22 | Robin Jahr          | 1-7    |
| ROJA Motorsport by ASL Lichtblau | Hyundai Veloster N TCR     | 26 | Jessica Bäckman     | 1-5    |
| Liqui Moly Team Engstler         | Honda Civic Type R TCR     | 9  | Roland Hertner      | 1-7    |
| Liqui Moly Team Engstler         | Honda Civic Type R TCR     | 19 | Martin Andersen     | 1-7    |
| Liqui Moly Team Engstler         | Honda Civic Type R TCR     | 21 | Szymon Ładniak      | 1-7    |
| Maurer Motorsport                | Holden Astra TCR           | 11 | Vincent Radermecker | 1-5, 7 |
| Maurer Motorsport                | Holden Astra TCR           | 14 | Niels Langeveld     | 6      |
| Maurer Motorsport                | Holden Astra TCR           | 17 | Michael Maurer      | 1-7    |
| Gruhn Stahlbau Racing            | Audi RS3 LMS TCR II        | 13 | Max Gruhn           | 1-7    |
| Comtoyou Racing                  | Audi RS3 LMS TCR II        | 26 | Jessica Bäckman     | 6-7    |
| NordPass                         | Hyundai i30 N TCR          | 27 | Jonas Karklys       | 1-7    |
| RaceSing                         | Hyundai i30 N TCR          | 34 | Patrick Sing        | 1-7    |
| K-Ro Racing                      | Audi RS3 LMS TCR           | 38 | Kai Rosowski        | 1-6    |
| Elite Motorsport                 | Audi RS3 LMS TCR II        | 46 | Marco Butti         | 4      |
| NS Competition                   | CUPRA Leon Competición TCR | 47 | Dorian Guldenfels   | 4      |
| Albert Legutko Racing            | Honda Civic TCR            | 77 | Albert Legutko      | 1, 7   |

## Calendario
| Gara | Gara | Circuito                      | Data         | Supporto                                                                    |
| ---- | ---- | ----------------------------- | ------------ | --------------------------------------------------------------------------- |
| 1    | G1   | Motorsport Arena Oschersleben | 23 aprile    | ADAC GT Masters ADAC GT4 Germany                                            |
| 1    | G2   | Motorsport Arena Oschersleben | 24 aprile    | ADAC GT Masters ADAC GT4 Germany                                            |
| 2    | G3   | Red Bull Ring                 | 21 maggio    | ADAC GT Masters ADAC GT4 Germany Porsche Carrera Cup Germany                |
| 2    | G4   | Red Bull Ring                 | 22 maggio    | ADAC GT Masters ADAC GT4 Germany Porsche Carrera Cup Germany                |
| 3    | G5   | Salzburgring                  | 18 giugno    | ADAC GT Masters                                                             |
| 3    | G6   | Salzburgring                  | 19 giugno    | ADAC GT Masters                                                             |
| 4    | G7   | Nürburgring                   | 6 agosto     | ADAC GT Masters ADAC GT4 Germany ADAC Formula 4 Porsche Carrera Cup Germany |
| 4    | G8   | Nürburgring                   | 7 agosto     | ADAC GT Masters ADAC GT4 Germany ADAC Formula 4 Porsche Carrera Cup Germany |
| 5    | G9   | EuroSpeedway Lausitz          | 20 agosto    | ADAC GT Masters ADAC Formula 4 Porsche Carrera Cup Germany                  |
| 5    | G10  | EuroSpeedway Lausitz          | 21 agosto    | ADAC GT Masters ADAC Formula 4 Porsche Carrera Cup Germany                  |
| 6    | G11  | Sachsenring                   | 24 settembre | ADAC GT Masters ADAC GT4 Germany Porsche Carrera Cup Germany                |
| 6    | G12  | Sachsenring                   | 25 settembre | ADAC GT Masters ADAC GT4 Germany Porsche Carrera Cup Germany                |
| 7    | G13  | Hockenheimring                | 22 ottobre   | ADAC GT Masters ADAC GT4 Germany Porsche Carrera Cup Germany                |
| 7    | G14  | Hockenheimring                | 23 ottobre   | ADAC GT Masters ADAC GT4 Germany Porsche Carrera Cup Germany                |

## Risultati e classifiche

### Gare
| Gara | Circuito       | Pole position   | Giro veloce     | Pilota vincitore | Scuderia vincitrice              |
| ---- | -------------- | --------------- | --------------- | ---------------- | -------------------------------- |
| 1    | Oschersleben   | Martin Andersen | Martin Andersen | Jessica Bäckman  | ROJA Motorsport by ASL Lichtblau |
| 2    | Oschersleben   | Martin Andersen | René Kircher    | Martin Andersen  | Liqui Moly Team Engstler         |
| 3    | Red Bull Ring  | Jonas Karklys   | Jessica Bäckman | Jessica Bäckman  | ROJA Motorsport by ASL Lichtblau |
| 4    | Red Bull Ring  | Jonas Karklys   | Jonas Karklys   | Jessica Bäckman  | ROJA Motorsport by ASL Lichtblau |
| 5    | Salzburgring   | Szymon Ładniak  | Szymon Ładniak  | Szymon Ładniak   | Liqui Moly Team Engstler         |
| 6    | Salzburgring   | Jessica Bäckman | Jessica Bäckman | Jessica Bäckman  | ROJA Motorsport by ASL Lichtblau |
| 7    | Nürburgring    | Martin Andersen | Jessica Bäckman | Martin Andersen  | Liqui Moly Team Engstler         |
| 8    | Nürburgring    | Martin Andersen | René Kircher    | Martin Andersen  | Liqui Moly Team Engstler         |
| 9    | Lausitz        | Martin Andersen | Martin Andersen | Martin Andersen  | Liqui Moly Team Engstler         |
| 10   | Lausitz        | Jessica Bäckman | Jonas Karklys   | Martin Andersen  | Liqui Moly Team Engstler         |
| 11   | Sachsenring    | Martin Andersen | Szymon Ładniak  | Martin Andersen  | Liqui Moly Team Engstler         |
| 12   | Sachsenring    | Martin Andersen | Martin Andersen | Martin Andersen  | Liqui Moly Team Engstler         |
| 13   | Hockenheimring | Jonas Karklys   | Martin Andersen | Szymon Ładniak   | Liqui Moly Team Engstler         |
| 14   | Hockenheimring | Szymon Ładniak  | Szymon Ładniak  | Szymon Ładniak   | Liqui Moly Team Engstler         |